# Christobella ornata
Genre
Espèce
Synonymes
- Neanura ornata Folsom, 1902

Christobella ornata, unique représentant du genre Christobella, est une espèce de collemboles de la famille des Neanuridae.

## Distribution
Cette espèce se rencontre en Amérique du Nord.

## Description
Christobella ornata mesure 1,4 mm

## Publications originales
- Folsom, 1902 : Papers from the Harriman Alaska Expedition. XXVII. Apterygota. Proceedings of the Washington Academy of Sciences, vol. 4, p. 87-116 (texte intégral).
- Fjellberg, 1985 : Arctic Collembola 1. - Alaskan Collembola of the families Poduridae, Hypogastruridae, Odontellidae, Brachystomellidae and Neanuridae. Entomologica Scandinavica Supplement, no 21, p. 1-126.